# 山西省佛学院
山西省佛学院是民国时期位于山西省的一所宗教院校。

## 历史沿革
山西省佛学院由山西省佛教会创办，于1933年（民国二十二年）成立。当年招收僧人30余名作为学生。1934年秋季，学校停办。有部分学生因不满学校停办而在报刊上发表请愿书，请求社会各界予以支援。